# Pseudocandona compressa
Pseudocandona compressa är en kräftdjursart som först beskrevs av Koch 1838.  I den svenska databasen Dyntaxa används istället namnet Candona compressa. Enligt Catalogue of Life ingår Pseudocandona compressa i släktet Pseudocandona och familjen Candonidae, men enligt Dyntaxa är tillhörigheten istället släktet Candona och familjen Candonidae. Arten är reproducerande i Sverige. Inga underarter finns listade i Catalogue of Life.